# Wilerhorn (bergstopp i Schweiz, Obwalden)
Wilerhorn är en bergstopp i Schweiz.   Den ligger i kantonen Obwalden, i den centrala delen av landet, 50 km öster om huvudstaden Bern. Toppen på Wilerhorn är 2 004 meter över havet, eller 149 meter över den omgivande terrängen. Bredden vid basen är 1,2 km.
Terrängen runt Wilerhorn är huvudsakligen bergig, men åt nordväst är den kuperad. Närmaste större samhälle är Meiringen, 7,9 km sydost om Wilerhorn. 
I omgivningarna runt Wilerhorn växer i huvudsak blandskog. Runt Wilerhorn är det ganska tätbefolkat, med 93 invånare per kvadratkilometer.